# پیرکه
پیرکه (به اسپانیایی: Pirque) یک شهرستان در شیلی است که در استان کوردیئرا واقع شده‌است. پیرکه ۴۴۵٫۳ کیلومتر مربع مساحت و ۱۶٬۵۶۵ نفر جمعیت دارد.